# Love, Sex, and the Zodiac
Love, Sex, and the Zodiac è il 29° album di Julian Cannonball Adderley, pubblicato dalla Fantasy Records nel 1974.

## Tracce
Lato A
1. Introduction – 0:57 (Hal Galper)
2. Aries : Damn Right – 3:20 (George Duke)
3. Taurus : Wampus Cat – 2:15 (Walter Booker)
4. Gemini : Ecstasy – 4:07 (Julian Cannonball Adderley, Jimmy Jones)
5. Cancer : All Sides – 3:55 (Nat Adderley)
6. Leo : Rosebud – 3:58 (Hal Galper)

Durata totale: 18:32
Lato B
1. Virgo : for Pam – 3:10 (Hal Galper)
2. Libra : Patricia – 3:01 (Roy McCurdy)
3. Scorpio : Back "A" Town – 1:35 (Nat Adderley)
4. Sagittarius : West Texas – 2:27 (Nat Adderley)
5. Capricorn : the Gentle – 2:57 (Nat Adderley)
6. Aquarius : Humanity Plus – 2:53 (Julian Cannonball Adderley, Nat Adderley)
7. Pisces : Allison's Trip – 3:46 (Nat Adderley)

Durata totale: 19:49

## Musicisti
- Julian Cannonball Adderley - sassofono alto
- Nat Adderley - cornetta
- Hal Galper - pianoforte elettrico
- George Duke - pianoforte elettrico, clavinet, sintetizzatore
- Jimmy Jones - pianoforte acustico
- Walter Booker - contrabbasso
- Roy McCurdy - batteria
- Rick Holmes - narratore